# Montipora striata
Montipora striata är en korallart som beskrevs av Bernard 1897. Montipora striata ingår i släktet Montipora och familjen Acroporidae. Inga underarter finns listade i Catalogue of Life.